# Seoul Cycling/Saison 2009
Mannschaft und Erfolge des südkoreanischen Teams Seoul Cycling in der Saison 2009.

## Saison 2009

### Erfolge in der UCI Asia Tour
In den Rennen der Saison 2009 der UCI Asia Tour gelangen die nachstehenden Erfolge.
| Datum        | Rennen                     | Fahrer       |
| ------------ | -------------------------- | ------------ |
| 8. März      | 1. Etappe Tour de Taiwan   | Seon Ho Park |
| 12. März     | 5. Etappe Tour de Taiwan   | Seon Ho Park |
| 4. April     | 1. Etappe Tour of Thailand | Seon Ho Park |
| 5. April     | 2. Etappe Tour of Thailand | Seon Ho Park |
| 6. April     | 3. Etappe Tour of Thailand | Seok Kyu Suh |
| 6. Juni      | 2. Etappe Tour de Korea    | Seon Ho Park |
| 7. Juni      | 3. Etappe Tour de Korea    | Seon Ho Park |
| 13. Juni     | 9. Etappe Tour de Korea    | Ki Hong Yoo  |
| 14. Juni     | 10. Etappe Tour de Korea   | Seon Ho Park |
| 8. November  | Tour de Seoul              | Ho Sung Cho  |
| 15. November | 5. Etappe Tour of Hainan   | Seon Ho Park |

### Zugänge – Abgänge
| Zugänge                     | Team 2008 | Abgänge          | Team 2009                        |
| --------------------------- | --------- | ---------------- | -------------------------------- |
| Ho Sung Cho                 | Neoprofi  | Sung Baek Park   | EQA-Meitan Hompo-Graphite Design |
| Jin Yong Choi               | Neoprofi  | Jeong Seok Chung | Unbekannt                        |
| Gyung Gu Jang               | Neoprofi  | Jong Min Lee     | Unbekannt                        |
| Seong Youn Oh               | Neoprofi  | Won Jae Lee      | Unbekannt                        |
| Jung In Park                | Neoprofi  |                  |                                  |
| Dschamsrangiin Öldsiibaatar | Neoprofi  |                  |                                  |

### Mannschaft
| Name                        | Geburtstag      | Nationalität |
| --------------------------- | --------------- | ------------ |
| Ho Sung Cho                 | 15. Juni 1974   | Südkorea     |
| Jin Yong Choi               | 19. Januar 1983 | Südkorea     |
| Hyo Suk Gong                | 1. Januar 1986  | Südkorea     |
| Gyung Gu Jang               | 29. Mai 1990    | Südkorea     |
| Gu Hyeon Kim                | 28. Januar 1989 | Südkorea     |
| Seong Youn Oh               | 30. August 1981 | Südkorea     |
| Jung In Park                | 20. April 1990  | Südkorea     |
| Seon Ho Park                | 15. März 1984   | Südkorea     |
| Seok Kyu Suh                | 19. Januar 1983 | Südkorea     |
| Dschamsrangiin Öldsiibaatar | 15. Mai 1988    | Mongolei     |
| Ki Hong Yoo                 | 24. März 1988   | Südkorea     |